# Jim Denny
Jim Denny (* 28. Februar 1911 als James Rae Denney in Buffalo Valley, Tennessee; † 27. August 1963) war ein US-amerikanischer Country-Musikmanager. In den 1950er und frühen 1960er Jahren war er einer der bedeutendsten Männer der Country-Szene in Nashville und Manager der Grand Ole Opry.

## Leben
Der aus dem ländlichen Tennessee stammende Denny begann seine berufliche Karriere als Sechzehnjähriger bei der in Nashville beheimateten National Life & Accident Versicherung. Im Laufe von zwei Jahrzehnten arbeitete er sich vom Laufburschen bis zum leitenden Manager der der Versicherung gehörenden Grand Ole Opry hoch. In seiner Eigenschaft als Chef des Artist-Service war er für die Programm- und Künstlerauswahl verantwortlich. Er leitete eine behutsame Modernisierung der in die Jahre gekommenen Show ein und trug so wesentlich zum späteren Erfolg bei. Musikhistorische Bedeutung erlangte er 1952, als er Hank Williams wegen seiner alkoholbedingten Unzuverlässigkeit feuerte und der Legende nach einige Jahre später dem jungen Elvis Presley nach einem Auftritt empfohlen haben soll, doch besser wieder als Lastwagenfahrer zu arbeiten.
1953 gründete Denny, der sich mittlerweile einen Ruf als harter und gerissener Geschäftsmann erworben hatte, gemeinsam mit Webb Pierce den Musikverlag Cedarwood Music. Dank seiner guten Kontakte zur Szene entwickelte sich die Neugründung schnell zu einem lukrativen Unternehmen. Interessenkonflikte mit seiner Position als Opry-Manager waren unvermeidlich, und so wurde er im September 1956 entlassen. Gemeinsam mit dem Promoter Ernest „Lucky“ Moeller gründete er daraufhin die Künstler-Agentur Jim Denny Bureau, die bald darauf nahezu alle Stars der Country-Musik betreute und sich außerdem um die Förderung von Talenten verdient machte.
Jim Denny starb 1963. Drei Jahre nach seinem Tod wurde er in die Country Music Hall of Fame aufgenommen.